# Miltochrista vagilinea
Miltochrista vagilinea är en fjärilsart som beskrevs av Walker 1862. Miltochrista vagilinea ingår i släktet Miltochrista och familjen björnspinnare. Inga underarter finns listade i Catalogue of Life.